# Slag bij Sezawa
De Slag bij Sezawa vond plaats in 1542 en was een van de stappen van Takeda Shingen om zijn macht in de provincie Shinano te vergroten. Shingen stond tegenover de gecombineerde troepen van Ogasawara Nagatoki, Suwa Yorishige, Murakami Yoshikiyo, Kiso Yoshiyasu en Tozawa Yorichika, daimyos uit de provincie Shinano. De alliantie leidde een troepenmacht van 12.000 man tegen 3.000 van Shingen. Shingen won de slag met een verlies van zo'n 500 man tegenover 3.000 doden onder de troepen uit Shinano.